# Ebrosiro coiffaiti
Ebrosiro coiffaiti is een hooiwagen uit de familie Parasironidae.